# Liang Qichao
 (octobre 2012).
Pour les articles homonymes, voir Liang.
Dans ce nom, le nom de famille, Liang, précède le nom personnel.
Liang Qichao (梁啟超), surnommé Zhuoru (卓如) et aussi connu sous le pseudonyme de Rengong (任公), né le 23 février 1873 et mort le 19 janvier 1929 à Pékin, est un universitaire, journaliste, philosophe et réformiste chinois de la dynastie Qing (1644–1911). Ses écrits ont inspiré les intellectuels chinois et les mouvements de réforme.

## Biographie

### Famille
Liang Qichao est né dans un petit village du district de Xinhui (新會), dans le Guangdong, le 23 février 1873. Son père Liang Baoying (梁寶瑛, prénom social Lianjian 蓮澗) était un fermier, mais une teinture des classiques lui permit d'initier son fils à la littérature à six ans. À neuf ans, Liang commença à écrire des textes de mille mots et il entra peu après à l'école de district.
Liang eut deux femmes successives, Li Huixian (李惠仙) et Wang Guiquan (王桂荃). Elles lui donnèrent neuf enfants, qui réussirent tous dans la vie, grâce à son éducation stricte et efficace. Trois notamment firent partie du personnel scientifique de l'Académie chinoise des sciences, et son fils Liang Sicheng devint un spécialiste de l'architecture chinoise ancienne.

### Jeunesse
Liang passa le diplôme provincial des examens impériaux (Xiucai 秀才) à 11 ans. En 1884, il commença à se préparer pour les examens gouvernementaux traditionnels. À 16 ans, il passa le Juren (舉人), second degré des examens provinciaux : il était le plus jeune candidat à le réussir à cette époque.
En 1890, Liang échoua au Jinshi (進士) à Pékin. Il avait tenté l'examen en même temps que Kang Youwei (康有為, 1858-1927), un célèbre intellectuel réformiste. L'examinateur était décidé à faire échouer Kang pour sa critique des institutions existantes, mais comme les examens étaient anonymes, il pouvait seulement supposer que la copie la plus hétérodoxe était celle de Kang. Celui-ci sut se dissimuler avec un essai qui épousait les idées traditionnelles, et il réussit l'examen, tandis que l'essai de Liang fut pris à tort pour le sien et causa son échec.
Inspiré par l'ouvrage Information sur le globe (瀛環志略), Liang commença à s'intéresser aux idéologies occidentales. De retour chez lui, il étudia avec Kang Youwei, qui enseignait au Wanmu Caotang (萬木草堂) dans le Guangzhou. L'enseignement de Kang sur les questions étrangères alimenta son intérêt pour la réforme de la Chine.
En 1895, Liang se rendit à nouveau à Pékin avec Kang pour l'examen national. Durant celui-ci, il fut le leader du Gongche Shangshu (公車上書), mouvement opposé au traité de Shimonoseki conclu avec le Japon le 17 avril 1895. Après avoir à nouveau échoué à l'examen, il resta à Pékin pour aider Kang à publier le journal Information domestique et étrangère. Il l'aida aussi à organiser la Société pour le renforcement national, dont il devint le secrétaire. Un moment, il fut aussi engagé par le gouverneur du Hunan, Shen Baozhen, pour éditer des publications favorables aux réformes, comme le Quotidien du Hunan (Xiangbao 湘報) et le Journal du Hunan (Xiang xuebao 湘學報).

### Mouvement des réformes

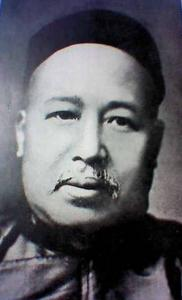
Kang Youwei, mentor de Liang Qichao.

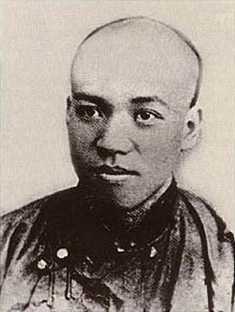
Liang Qichao jeune.

Partisan de la monarchie constitutionnelle, Liang était insatisfait du mode de gouvernement des Qing et voulait changer le statu quo en Chine. Il conçut avec Kang Youwei un programme de réformes qu'il envoya à l'empereur Guangxu (光緒帝, 1871-1908). Ils affirmaient que la Chine avait besoin de plus que d'« auto-renforcement » (洋務運動) et prônaient de nombreux changements institutionnels et idéologiques, comme la lutte contre la corruption et la réorganisation du système des examens d'état. Cela déboucha sur le mouvement connu comme la Réforme des Cent Jours (juin-septembre 1898).
Les propositions réformatrices suscitèrent une opposition farouche, et Liang devint bientôt un des « hommes à abattre » pour l'impératrice douairière Cixi (慈禧太后, 1835-1908), chef du clan des conservateurs et future régente. Cixi était fermement opposée aux réformes, qu'elle considérait comme trop radicales.
Le 21 septembre 1898, le coup d'état conservateur mit fin aux réformes et Liang dut s'enfuir au Japon, où il resta les 14 années suivantes. À Tokyo, il devint l'ami de l'influent politicien Inukai Tsuyoshi (futur premier ministre du Japon). Il continua depuis le Japon à défendre activement la cause de la démocratie et les réformes par ses écrits à destination des chinois émigrés et des gouvernements étrangers. Il continua à affirmer l'importance de l'individualisme et à soutenir le concept de monarchie constitutionnelle, par opposition au républicanisme radical défendu à Tokyo par le Tongmenghui (précurseur du Kuomintang).
En 1899, Liang fit un voyage au Canada, où il rencontra notamment Sun Yat-sen, puis à Honolulu. Au moment de la révolte des Boxers, il retourna au Canada, où il forma la Société pour la sauvegarde de l'Empereur (保皇會). Cette organisation devint plus tard le Parti Constitutionnaliste, partisan de la monarchie constitutionnelle. Sun prônait la révolution, et Liang la réforme.
En 1900-1901, Liang visita l'Australie durant un périple de six mois destiné à obtenir du soutien pour une campagne de réforme du système impérial, afin de moderniser la Chine en adoptant le meilleur de la technologie, de l'industrie et des systèmes de gouvernement occidentaux. Il donna des conférences publiques dans tout le pays pour les chinois et les occidentaux. Il revint au Japon avant la fin de 1901.
En 1903, Liang donna un cycle de conférences de huit mois aux États-Unis, rencontrant notamment le président Theodore Roosevelt à Washington, avant de retourner au Japon par Vancouver.

### Politique
Après le renversement de la dynastie Qing par la révolution de 1911, la question de la monarchie constitutionnelle devint de moins en moins pertinente. Liang fusionna son parti, renommé Parti Démocratique, avec celui des républicains pour former le nouveau Parti progressiste (進步黨, 1913-1916). Il fut très critique des tentatives de Sun Yat-sen pour affaiblir le président Yuan Shikai. Bien qu'habituellement favorable au gouvernement, il s'opposa à l'expulsion des nationalistes du Kuomintang de l'assemblée nationale.
En 1915, il s'opposa aussi à la tentative de Yuan pour se proclamer empereur. Il convainquit son disciple Cai E, gouverneur militaire du Yunnan, de se révolter. Les branches du Parti progressiste manifestèrent pour déposer Yuan et d'autres provinces déclarèrent leur indépendance. L'action révolutionnaire, que Liang avait toujours désapprouvée, se révéla efficace.
Avec Duan Qirui, Liang fut le principal avocat de l'entrée en guerre de la Chine aux côtés des Alliés de la Première Guerre mondiale. Il considérait que cela augmenterait le statut de la Chine et améliorerait la dette extérieure. Il condamna son ancien mentor Kang Youwei, pour avoir aidé la tentative avortée de restaurer les Qing en juillet 1917. Après avoir échoué à transformer Duan Qirui et Feng Guozhang en hommes politiques responsables, il se retira de la politique.

## Contributions au journalisme

### En tant que journaliste
L'écrivain Lin Yutang (林語堂) a appelé une fois Liang « la plus grande personnalité de l'histoire du journalisme chinois », tandis que Joseph R. Levenson (1920–1969), auteur de Liang Ch'i-ch'ao and the Mind of Modern China, l'a décrit comme « un brillant intellectuel, journaliste et homme politique ».
Selon lui, Liang Qichao a été « l'intellectuel-journaliste le plus influent du tournant du siècle ». Liang a montré que les journaux et les magazines pouvaient être des médias efficaces pour transmettre des idées politiques.
Liang, journaliste et historien, croyait que les deux carrières devaient avoir le même but et le même « engagement moral », comme il le disait, « en examinant le passé et en révélant le futur, je montrerai la voie du progrès à la population de la nation ». C'est dans cette optique qu'il fonda son premier journal, le Qing Yi Bao (清議報), du nom d'un mouvement étudiant de la dynastie Han.
L'exil de Liang au Japon lui permit de parler librement et d'exercer son autonomie intellectuelle. Au cours de sa carrière de journaliste, il publia deux journaux importants, le Zhongwai Gongbao (中外公報) et le Shiwu Bao (時務報). Il diffusa aussi ses idées morales et politiques dans le Qing Yi Bao (清議報) et Le Nouveau Citoyen (新民叢報), dont il était rédacteur en chef.
Il utilisa également ses œuvres littéraires pour répandre son point de vue sur le républicanisme, aussi bien en Chine que dans le reste du monde. Il devint un journaliste influent en matière politique et culturelle en créant de nouvelles formes de journaux. À l'inverse, le journalisme lui avait ouvert la voie pour exprimer son patriotisme.

### Le Nouveau Citoyen(Xinmin Congbao新民叢報)
Liang créa un bimensuel à forte diffusion, Le Nouveau Citoyen (Xinmin Congbao 新民叢報), publié pour la première fois à Yokohama, au Japon, le 8 février 1902.
Ce journal couvrait des domaines très variés, la politique, la religion, le droit, l'économie, les affaires, la géographie et l'actualité internationale. Liang y créa des équivalents chinois pour des théories et des expressions encore inédites dans cette langue, et il l'utilisa pour faire connaître l'opinion publique à ses lecteurs à l'étranger. Il espérait que grâce à des analyses nouvelles, le Nouveau Citoyen serait capable d'inaugurer « une nouvelle étape dans l'histoire des journaux chinois ».
Un an plus tard, Liang et ses collègues observaient déjà un changement dans le milieu de la presse et remarquaient : « Depuis l'inauguration de notre journal l'année dernière, presque une dizaine de journaux du même style et du même aspect ont fait leur apparition. »
Le journal fut publié sans interruption pendant cinq ans, mais cessa de paraître en 1907, après 96 numéros. Son lectorat était estimé à 200 000 personnes.

### Rôle des journaux
Un des pionniers du journalisme chinois de son époque, Liang croyait au « pouvoir » des journaux, particulièrement à leur influence sur les politiques publiques.
Utiliser la presse pour transmettre des idées politiques : Liang prit conscience de l'importance du rôle social des journaux et défendit l'idée d'un rapport étroit entre politique et journalisme avant le Mouvement du 4-Mai (1919). Il croyait que la presse devait être un moyen de transmettre des idées politiques, et non seulement d'enregistrer les faits, mais aussi de « modifier le cours de l'histoire ».
La presse, arme de la révolution : Liang pensait aussi qu'elle était « une arme efficace au service du soulèvement national ». Selon ses mots, le journal est « une révolution d'encre, pas une révolution de sang ».« Ainsi un journal regarde-t-il le gouvernement comme un père ou un frère aîné regarde un fils ou un frère plus jeune — il lui apprend quand il ne comprend pas et le réprimande quand il se trompe. » Sa tentative d'unifier et de dominer un marché de la presse en pleine croissance et très concurrentiel a indubitablement donné le ton pour la première génération des journalistes traitant du mouvement du 4-Mai.
La presse comme programme éducatif : Liang savait que les journaux pouvaient servir comme « programme éducatif » et écrivait « les journaux recueillent virtuellement toutes les pensées et les expressions de la nation et les introduisent systématiquement auprès des citoyens, qu'ils soient importants ou pas, courts ou pas, radicaux ou pas. Pour cette raison, la presse peut tout contenir, rejeter, produire, aussi bien que détruire. »
Liang écrivit par exemple durant sa période la plus radicale un essai bien connu intitulé La Jeune Chine, qu'il publia dans son Qing Yi Bao (清議報) le 2 février 1900. Cet essai présentait le concept d'État-nation et avançait que les jeunes révolutionnaires étaient les détenteurs du futur de la Chine. Il eut une influence sur la culture politique chinoise au cours du Mouvement du 4-Mai et dans les années 1920.
Une presse faible : Liang jugeait que la presse en Chine était faible à son époque, non seulement par manque de ressources financières et à cause des préjugés, mais aussi parce que « l'atmosphère sociale n'était pas assez libre pour encourager sa lecture et (que) le manque de routes rendait sa distribution difficile. » Liang considérait que les journaux principaux de l'époque n'étaient « pas plus qu'un produit de masse ». Il les critiquait pour « échouer à avoir la moindre influence sur la nation en tant que société ».

## Carrière littéraire
Liang Qichao était à la fois un lettré confucéen et un réformiste. Ses œuvres ont été fortement influencées par l'homme d'état japonais Katō Hiroyuki (加藤弘之, 1836-1916), qui utilisait le darwinisme social pour défendre l'idéologie étatique dans la société japonaise. Liang fut marqué par ses œuvres et influença lui-même les nationalistes coréens dans les années 1900.

### Pensée historiographique
La pensée historiographique de Liang Qichao représente le début de l'historiographie chinoise moderne. Elle préfigure certains traits importants de celle-ci au vingtième siècle.
Pour Liang, le principal défaut des « vieux historiens » (舊史家) était leur échec à promouvoir une sensibilité nationale nécessaire à une nation forte et moderne. Son appel à une nouvelle histoire indiquait une nouvelle orientation de l'historiographie en Chine, mais aussi l'émergence d'une conscience historique moderne parmi les intellectuels chinois.
Au cours de la première guerre sino-japonaise (1894-95), Liang participa aux manifestations à Pékin en faveur d'une plus grande participation du peuple au processus gouvernemental. C'étaient les premières manifestations de ce type dans l'histoire moderne de la Chine. Cette nouvelle perspective devint apparente dans la « révolution historiographique » (史學革命) lancée par Liang Qichao au début du XXe siècle. Déçu par son échec en termes de réforme politique, il se consacra à la réforme culturelle. En 1902, exilé au Japon, il rédigea La Nouvelle Histoire (新史學), une attaque contre l'historiographie traditionnelle.

### Traducteur

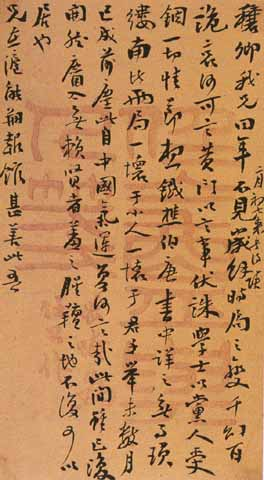
Calligraphie de Liang Qichao.

Liang a dirigé le bureau des traductions à ShangHai, au Datong Yishu Ju 大同譯書局, créé en 1897 avec Kang Youwei et supervisé l'instruction des étudiants qui apprenaient à traduire les œuvres occidentales en chinois. Il considérait que ce travail était « la plus essentielle de toutes les promesses à accomplir », car il croyait aux succès des occidentaux, qu'ils soient politiques, technologiques ou économiques.
Philosophie : Contraint de fuir la répression gouvernementale après l'échec de la Réforme des Cent Jours, Liang étudia les œuvres des philosophes des Lumières, Hobbes, Rousseau, Locke, Hume et Bentham : il les traduisit et proposa sa propre interprétation de leurs œuvres. Ses essais parurent dans de nombreux journaux, attirant l'attention des intellectuels chinois déconcertés par le démembrement de la Chine par les puissances étrangères.
Théories sociales et politiques occidentales : Au début du XXe siècle, Liang Qichao joua un rôle significatif dans l'introduction en Corée des théories sociales et politiques occidentales comme le darwinisme social et le droit international public. Il a écrit dans son manifeste bien connu, Le Peuple nouveau (新民說) :
« La Liberté signifie liberté pour le groupe, pas la liberté pour l'individu. (…) Les hommes ne doivent pas être les esclaves d'autres hommes, mais ils doivent être esclaves de leur propre groupe. Car s'ils ne sont pas les esclaves de leur propre groupe, ils deviendront assurément les esclaves d'un autre. »

### Poète et écrivain
Liang défendait des réformes en poésie et dans le roman. Ses œuvres sont rassemblées dans les 148 volumes des Œuvres collectées du Yinbingshi (飲冰室合集).
L'idée de ce titre provient d'une phrase de Zhuangzi (莊子/人間世) : « Bien que je souffre du souci et de la froidure causée par mon engagement dans la politique, mon cœur est encore chaud et désireux de poursuivre mon travail. »
(“吾朝受命而夕飲冰，我其內熱與”). Liang appela pour cette raison son lieu de travail le Yinbingshi et se désigna lui-même comme Yinbingshi Zhuren (飲冰室主人), ce qui signifie littéralement hôte de la pièce Yinbing, de manière à faire comprendre qu'il se souciait de toutes les questions politiques et qu'il essaierait toujours de son mieux de réformer la société par l'écriture.
Liang écrivit aussi des œuvres de fiction et des essais sur la fiction, notamment En fuite au Japon après l'échec de la Réforme des Cent Jours (1898) et Sur la relation entre la fiction et le gouvernement du peuple (論小說與群治之關係, 1902). Ces romans mettent en valeur la modernisation occidentale et l'appel aux réformes.

### Éducateur
À la fin des années 1920, Liang se retira de la politique et enseigna à l'université Tung-nan de Shanghai et à l'institut de recherche de l'Université Tsinghua de Pékin. Il fonda le Chiang-hsüeh she (Association chinoise des conférences) et invita de nombreux intellectuels en Chine, dont Hans Driesch et Rabindranath Tagore.
Durant ses dix dernières années, il écrivit de nombreux ouvrages consacrés à l'histoire culturelle, l'histoire littéraire et l'historiographie chinoises. Il manifesta aussi un grand intérêt pour le bouddhisme et écrivit de nombreux articles historiques et politiques sur son influence en Chine. Universitaire renommé, il eut beaucoup d'influence sur les œuvres littéraires de certains de ses étudiants, notamment le poète Xu Zhimo et Wang Li, poète et fondateur de la linguistique chinoise moderne.

### Publications
- Sur le roman et le gouvernement des masses, 1902
- Introduction à l'étude de la dynastie Qing (清代學術概論, 1920)
- Les Enseignements du Mohisme (墨子學案, 1921)
- Histoire académique chinoise des 300 dernières années (中國近三百年學術史, 1924)
- Histoire de la culture chinoise (中國文化史, 1927)
- La Construction de la Chine nouvelle
- La Philosophie de Lao-Tseu (老子哲學)
- Histoire du bouddhisme en Chine (中國佛教史)

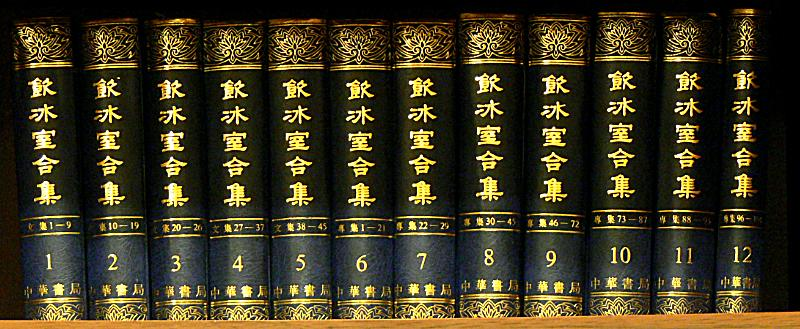
Œuvres collectées du Yinbingshi en 12 volumes.

- Œuvres collectées du Yinbingshi, Zhonghua Book Co, Shanghai 1936.

- Œuvres collectées du Yinbingshi 饮冰室合集（全十二册）, Zhonghua Book Co, Beijing, 2003, 4th printing  (ISBN 7-101-00475-X) /K.210
  - Essais : 5 volumes reprenant les 45 volumes originaux
    - volume 1 : vol 1-9
    - volume 2 : vol 10-19
    - volume 3 : vol 20-26
    - volume 4 : vol 27-37
    - volume 5 : vol 38-45

  - Monographies : 6 volumes reprenant 104 volumes originaux
    - volume 7 : vol 22-29
    - volume 8 : vol 30-45
    - volume 9 : vol 46-72
    - volume 10 : vol 73-87
    - volume 11 : vol 88-95
    - volume 12 : vol 96-104
- Addendum aux Œuvres collectées du Yinbingshi, trois volumes, Peking University Press.

## Divers
Liang Qichao est interprété par l'acteur Nick Cheung dans le film sorti pour fêter le 90e anniversaire du Parti communiste chinois en 2011, The Founding of a Party.